# Drymarchon melanurus
Drymarchon melanurus е вид змия от семейство Смокообразни (Colubridae).

## Разпространение
Видът е разпространен в Белиз, Гватемала, Мексико и САЩ.